# Giuseppe Musolino
Pour les articles homonymes, voir Musolino.
Giuseppe Musolino, connu sous le surnom de Brigante Musolino ou Roi de l’Aspromonte, né le 24 septembre 1876 à Santo Stefano in Aspromonte et mort le 22 janvier 1956 à Reggio de Calabre, est un brigand et héros populaire italien.

## Biographie
Il travaille comme bûcheron dans l'Aspromonte, une région montagneuse à la pointe de la « botte » italienne. Un peu comme Robin des Bois dans le folklore britannique, Musolino serait devenu un hors-la-loi après avoir été accusé à tort d’une tentative de meurtre en 1897. De faux témoignages sont présentés contre lui et il est envoyé en prison à Gerace. En 1899, il s’échappe de prison et, devenu brigand, rend la justice selon sa vision personnelle.Un jour étant blessé dans les forêts de l'Aspromonte Musolino fut soigné dans une hutte de bucheron par Francesco Cannizzaro (habitant de Sant'Alessio in Aspromonte).
Alors qu’il se cache dans les collines d’Aspromonte, Musolino élimine deux des supposés traîtres ayant témoigné contre lui ; mais pour expier leurs péchés et les siens, il s’adonne également à de nombreuses bonnes actions. Il aide notamment des paysans et leur distribue de grandes sommes d’argent qu’il a volées. Il informe également par courrier le roi Victor-Emmanuel III du besoin de réformes dans la région.
Giuseppe Musolino est capturé alors qu’il vient demander pardon au roi Victor-Emmanuel près d’Urbino en 1901. Il est attrapé en fuyant deux carabiniers qui l’avaient reconnu. Il est jugé et envoyé en prison à vie ; il y est déclaré fou douze ans plus tard. Il meurt à l’hôpital psychiatrique de Reggio de Calabre en 1956, à l’âge de 79 ans.